# 牤牛河 (中亭河)
牤牛河，位于中华人民共和国河北省中部，是大清河流域北部地区一条的排沥河道，牤牛河起自河北省固安县宫村镇，蜿蜒向东南流经固安县西部和南部、霸州市西北部地区，于霸州市康仙庄镇栲栳圈村以西汇入中亭河。河长51.8千米，汇流面积751.9平方千米。